# Operativo Alfil
El Operativo Alfil también llamado Operación Alfil (en inglés: Operation Bishop) fue la participación de la Armada Argentina y la Fuerza Aérea Argentina en la ejecución de las resoluciones del Consejo de Seguridad de la ONU contra Irak en 1990, siendo estas la N.º 661 (embargo total), 665 (uso de la fuerza para imponer sanciones económicas) y 678 (uso de la fuerza para liberar Kuwait), en el marco de la Operación Escudo del Desierto.
Tales determinaciones fueron consecuencia de la invasión por parte de las tropas iraquíes de Saddam Hussein al Emirato de Kuwait el 2 de agosto de 1990, anexando este país a su territorio.

## Antecedentes
El 18 de septiembre de 1990, el presidente argentino Carlos Menem ordenó el alistamiento de embarcaciones para apoyar la Operación Escudo del Desierto dentro de la Guerra del Golfo. Para llevar a cabo la operación, se creó el Grupo de Tarea 88.0, bajo el mando del Capitán de Navío Eduardo Rosenthal.
Durante el transcurso del conflicto, los argentinos mostraron su descontento por la intervención militar a Irak. En una encuesta se reveló que cerca del 98% de los encuestados rechazaban la incorporación de Argentina a la coalición. Que probablemente sea por el resultado luego de la guerra de Malvinas y por la neutralidad del país en la Primera y Segunda Guerra Mundial.

## Grupo de Tareas 88.0
Destacado a las órdenes del capitán de navío Eduardo Alfredo Rosenthal, estuvo compuesto por el destructor ARA Almirante Brown (D-10) y la corbeta ARA Spiro (P-43), más dos helicópteros Alouette III (matrículas 3-H-109 y 3-H-112).

## Grupo de Tareas 88.1
Destacado a las órdenes del Capitán de Navío Rodolfo Hasenbalg, estuvo compuesto por la corbeta ARA Rosales (P-42) y el transporte ARA Bahía San Blas (B-4).
El Bahía San Blas transportó elementos de ayuda humanitaria, como víveres, agua, trigo, etc.
En julio, el GT 88.1 regresó a la Argentina, concluyendo su misión.

## Consecuencias
Una vez ejecutada exitosamente la Operación Tormenta del Desierto, la bandera argentina encabezó el desfile de la victoria en la ciudad Nueva York y le valió al país el reconocimiento de Aliado importante extra-OTAN, por parte de los Estados Unidos.
Por otra parte, el entonces presidente Carlos Menem declaró que es posible que la participación de la República Argentina en esta operación esté relacionada con los ataques terroristas de la embajada de Israel y la mutual judía AMIA en la década de los 90.
Los veteranos argentinos (478 en total, todos militares profesionales) han reclamado en distintas oportunidades un reconocimiento simbólico y en algunos casos económico por su participación en la campaña. Algunos de ellos recibieron condecoraciones de Kuwait y Arabia Saudita.